# Ротенбург ам Некар
Ротенбург ам Некар (на немски: Rottenburg am Neckar) е град в регион Тюбинген в Баден-Вюртемберг, Германия с 43 278 жители (към 31 декември 2015).
Градът се намира на река Некар и на ок. 50 км югозападно от Щутгарт и на ок. 12 км югозападно от Тюбинген.
- Кметството на Ротенбург ам Некар